# Saropogon fugiens
Saropogon fugiens là một loài ruồi trong họ Asilidae. Saropogon fugiens được Hutton miêu tả năm 1901. Loài này phân bố ở miền Australasia.